# ロサムンディ
ロサムンディ（ラテン語：Rosa Mundi）は、一季咲きのバラで、ロサ・ガリカの品種の一つ。オールドローズ（OL）に分類されている。名称は「世界のバラ」の意。

## 概要
5月頃にローズピンクに淡い白に近いピンクが混じった絞り模様の半八重咲き、8〜9cm位の大輪の花を咲かせる。房咲きで、中心の花は大きくその周囲につく花は小さくなる。絞りの入り方は、2つと同じものが見つからないほど花ごとに異なる。ロサムンディは、12世紀のイングランド国王ヘンリー2世の妃の名前である。このバラの起源もその頃といわれ、古い歴史を持つ。
別名（元名）：ロサ・ガリカ・ベルシコロール（Rosa gallica versicolor）
ロサ・ガリカ・オフィキナリス（R. gallica officinalis）の枝代わりといわれる。
1580年作
樹高は1m内外で、ブッシュ性。
香りはかなり強く野性味がある。食用、薬用、香水、バラ風呂に利用される。